# David Thomas (muzyk)
David Lynn Thomas (ur. 14 czerwca 1953 w Miami, zm. 23 kwietnia 2025 w Brighton and Hove) – amerykański piosenkarz i autor tekstów mieszkający w Wielkiej Brytanii. Był jednym z członków założycieli krótkotrwałego zespołu proto-punkowego Rocket from the Tombs (1974–1975), w którym grał pod pseudonimem „Crocus Behemoth” oraz post-punkowej grupy Pere Ubu (1975–82, następnie od 1987 do swojej śmierci w 2025). Wydał również kilka solowych albumów. Chociaż był przede wszystkim piosenkarzem, czasami grał na fisharmonii, puzonie, musette, gitarze lub innych instrumentach.
Thomas miał charakterystyczny, wysoki głos - Emerson Dameron opisał śpiew Thomasa jako „Jamesa Stewarta uwięzionego w oboju”, a Greil Marcus pisał: „Głos pana Thomasa jest głosem mężczyzny mamroczącego w tłumie. Myślisz, że mówi sam do siebie, dopóki nie zdasz sobie sprawy, że mówi do ciebie”.

## Dyskografia

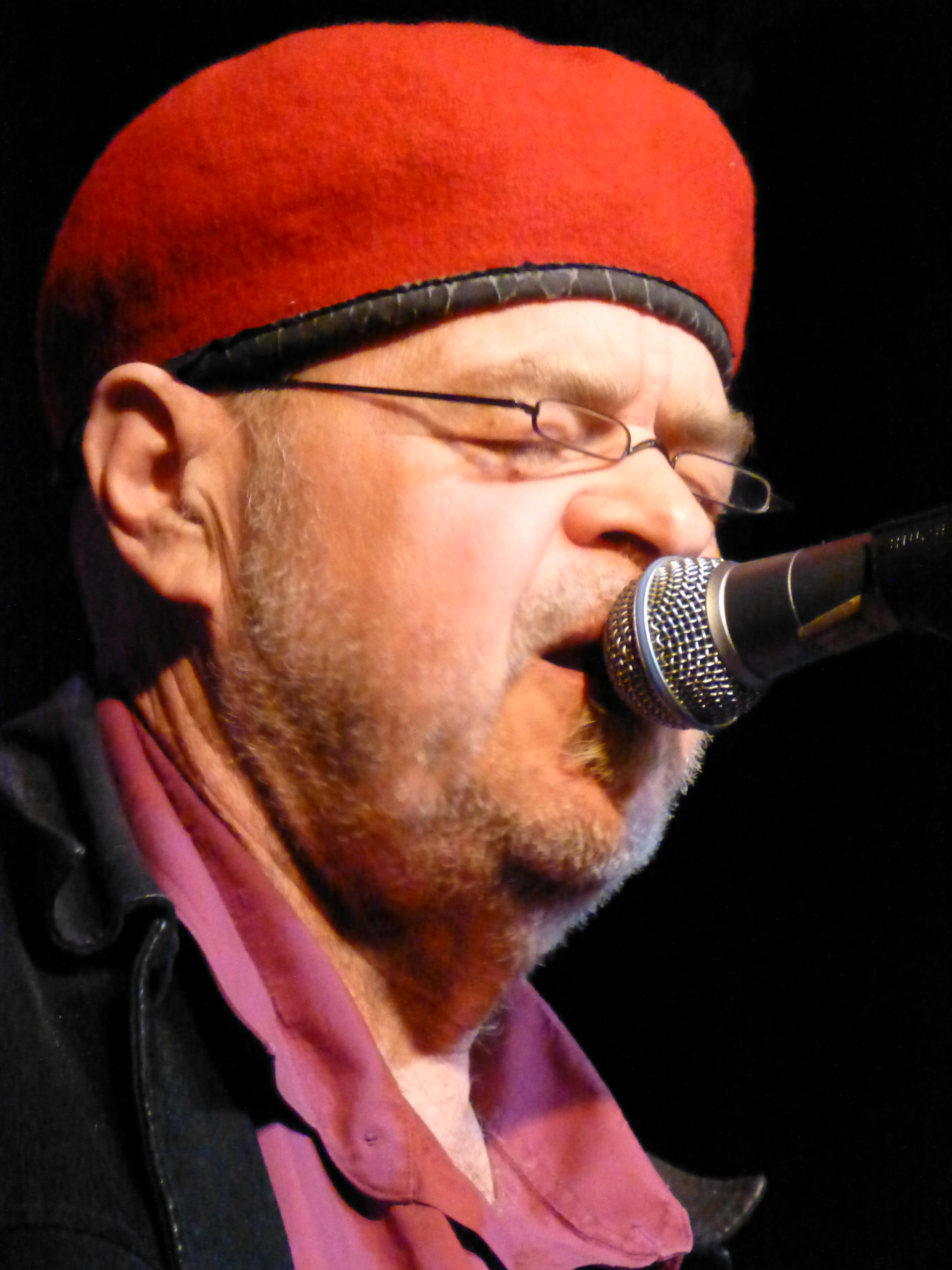
David Thomas na scenie Band On The Wall, Manchester, 18 kwietnia 2013

### Albumy

#### David Thomas & the Pedestrians
- The Sound of the Sand & Other Songs of the Pedestrian (1981)
- Variations on a Theme (1983)
- More Places Forever (1985)

#### David Thomas & His Legs
- Winter Comes Home (1982)

#### David Thomas & the Wooden Birds
- Monster Walks the Winter Lake (1986)
- Blame the Messenger (1987)

#### David Thomas & Foreigners
- Bay City (2000)

#### David Thomas & Two Pale Boys
- Erewhon (1996)
- Meadville (1997)
- Mirror Man (1999) (jako część The Pale Orchestra)
- Surf's Up!! (2001)
- 18 Monkeys on a Dead Man's Chest (2004)

#### Wraz zUnknown Instructors
- The Master's Voice (2007)

#### David Thomas and P.O. Jørgens
- Live Free or Diet (CD, LP 2017)

### Minialbumy
- Vocal Performances (1981)

### Współpraca
- Monster (1997)

### Występy gościnne
- "Dan Dan" & "Drunken Sailor" na Rogue's Gallery: Pirate Ballads, Sea Songs, and Chanteys Hala Wilnnera (2006)
- "The Pigeons, Mr. McKenzie" na Differently Desperate Hat Shoes (LP/CD 1992)
- "You've Lost That Lovin' Feelin'" i "Paris Blues" na Defending Ancient Springs Jackie Levensa (CD 2000)
- "My Spanish Dad" i "Rainy Day Bergen Woman" na Creatures Of Light & Darkness Jackie Levensa (CD 2001)
- "Live (The Meeting Of Remarkable Men)" Jackie Leven z Ianem Rankinem (DVD 2004)
- "Red Apple Boy" na Train Eater The Book of Knots (CD 2007)